# Фюрт
Фюрт (нем. Fürth, бав. Fiath, в.-франк. Färdd) — город в Германии (земля Бавария, историческая область Франкония). Вместе с Нюрнбергом, Эрлангеном и несколькими малыми городами составляет Среднефранконскую агломерацию. Население по состоянию на 2018 год составляет 129 805 жителей.

## История
Первое поселение в месте слияния рек Пегниц и Редниц возникло около 800 года. Первое упоминание о городе Фюрте относится к 1 ноября 1007 году, когда император из саксонской династии Генрих II пожаловал его во владение недавно основанному епископу Бамбергскому Эберхарду I.
Рыночное право, предоставленное в последующие годы, было утрачено в пользу соседнего Нюрнберга при Генрихе III. Хотя рынки в Фюрте снова разрешили проводить с 1062 года, Нюрнберг к тому времени уже имел большее значение.
В конце XIV века в Фюрте обосновались евреи, бежавшие от погромов из Нюрнберга. Первые поселения евреев в Фюрте зарегистрированы с 1440 года, в будущем они имели своё кладбище и синагогу. Большая еврейская община просуществовала в городе около пяти веков. В момент своего расцвета евреи составляли около четверти населения Фюрта, в городе работали многочисленные синагоги, талмудические школы и ешивы, издавались книги и газеты на идише. За это в соседнем Нюрнберге Фюрт прозвали «Франконский Иерусалим». Поэт и журналист (Моисей Сафир) превратил презрительное прозвище в символ гордости еврейской общины города.
Маркграфство Ансбах, княжество-епископство Бамберг и имперский город Нюрнберг управляли городом коллегиально с XV века.

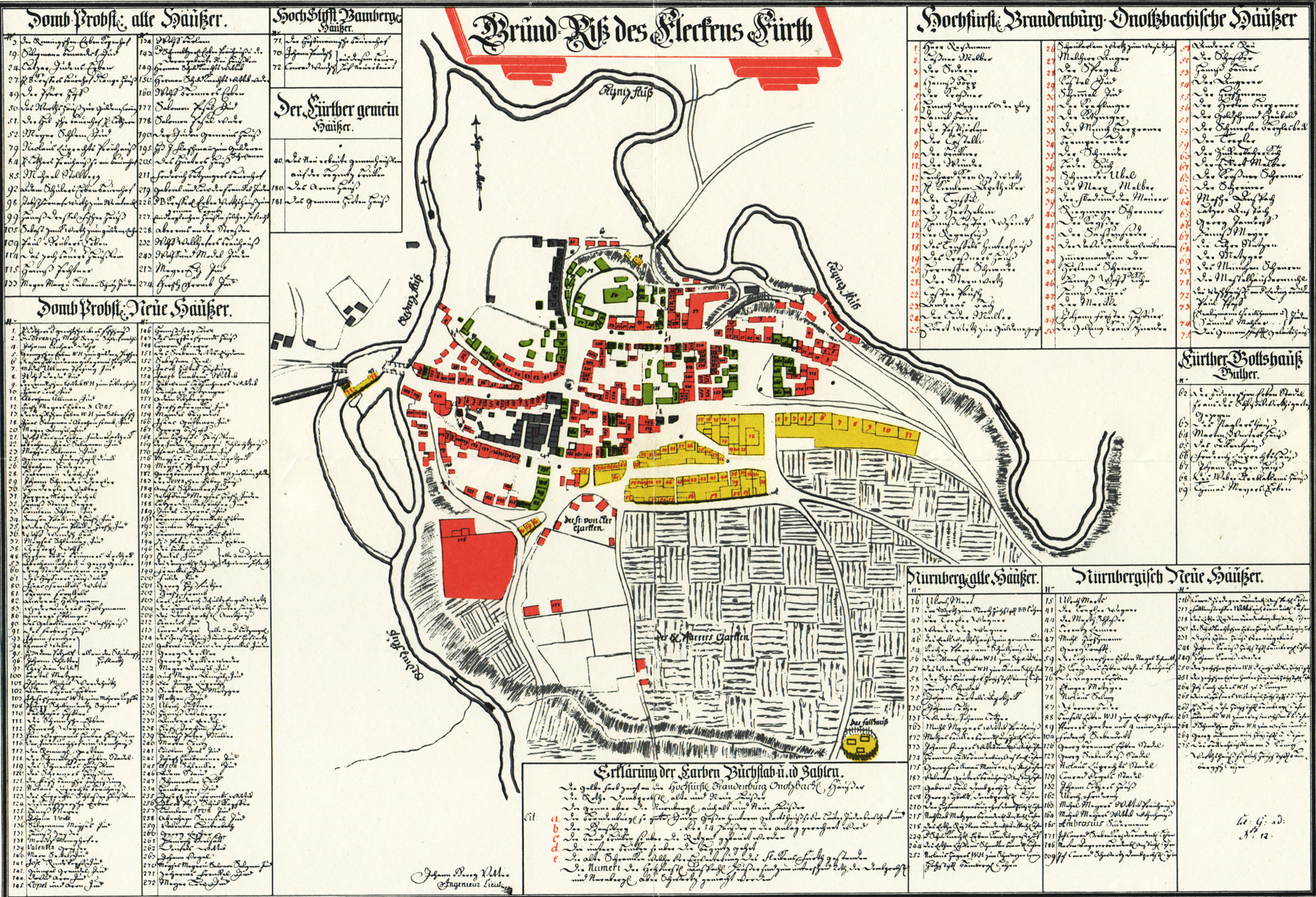
Сферы влияния в Фюрте в 1717 году.

Из-за соседнего Нюрнберга Фюрт долгое время оставался сельской общиной, в которой около 1600 года, вероятно, проживало всего от 1000 до 2000 жителей. Город сильно пострадал во время Тридцатилетней войны: в 1632 году во время битвы при Альте-Весте и в 1634 году, когда Фюрт был сожжен хорватами на имперской службе, за исключением нескольких домов. В 1632 году Густав II Адольф расположил свою главную квартиру в Фюрте.
С отречением последнего маркграфа Карла Александра в 1792 году Фюрт перешёл к Пруссии, которая сильно способствовала развитию промышленности тогдашнего местечка. В 1806 году Фюрт отошёл к Баварии и получил в 1818 году городское управление.
Городской стиль возник в XVIII веке, основные черты которого частично сохранились в районе старого города. В 1835 году начала работать первая немецкая железная дорога между Нюрнбергом и Фюртом (Людвигская железная дорога). Влияние индустриализации было значительным, когда Людвигс-канал достиг города в 1843 году. В 1864/65 году в Фюрте существовало первое железнодорожное сообщение дальнего следования с линиями Людвигс-Зюд-Норд-Бан и Людвигс-Запад-Бан.
Во время войны город почти не пострадал и остался одним из немногих городов Германии, сохранившим исторические здания почти в полном объёме. Союзники воздерживались от бомбардировок по просьбам беженцев из еврейской общины города.
В 2007 году город отметил 1000-летний юбилей.
Город известен своей футбольной командой «Гройтер Фюрт» (нем. SpVgg Greuther Fürth). Она была основана в 1903 году. По итогам сезонов 2011—2012 и 2020—2021 годов команда дважды сумела выйти в первую Бундеслигу.

## Городские районы
Сам город и его пригороды составляют двадцать районов:
- Атценхоф
- Бислоэ
- Браунсбайх-бай-Фюрт
- Бургфаррнбах
- Дамбах
- Флексдорф
- Херболтсхоф
- Кронах
- Маннхоф
- Оберфюрберг
- Поппенройт
- Ритцманнсхоф
- Ранхоф, Сак
- Штадельн
- Штайнах
- Унтерфаррнбах
- Унтерфюрберг
- Фах
- Вайкерсхоф

## Население
По оценке на 31 декабря 2015 года население межрайонного города (городской общины) Фюрт составляет 124 171 чел. 

| Дата      | 1840  | 1871  | 1900  | 1925  | 1939  | 1950   | 1961   | 1970   | 1987  | 2011   |
| --------- | ----- | ----- | ----- | ----- | ----- | ------ | ------ | ------ | ----- | ------ |
| Население | 19445 | 29654 | 59881 | 76884 | 85759 | 105302 | 106264 | 105322 | 97480 | 115613 |

| Год       | 1960   | 1970   | 1980  | 1990   | 2000   | 2009   | 2010   | 2011   | 2012   | 2013   | 2014   | 2015   |
| --------- | ------ | ------ | ----- | ------ | ------ | ------ | ------ | ------ | ------ | ------ | ------ | ------ |
| Население | 106308 | 105065 | 99088 | 103362 | 110477 | 114044 | 114628 | 116640 | 118358 | 119808 | 121519 | 124171 |

## Транспорт
Фюрт входит в единую транспортную систему Нюрнбергского региона. Линия U1 Нюрнбергского метрополитена соединяет Фюрт с Нюрнбергом. Помимо метро основным внутригородским общественным транспортом являются автобусы. Через Фюрт проходят несколько маршрутов региональных поездов. С 2017 г. в Фюрте останавливается поезд IC. В 1992 г. был построен водный канал Рейн — Майн (приток Рейна) — Дунай, имеющий порт в Фюрте.

## Города-побратимы
- Пейсли с 1969
- Лимож с 1992
- Мармарис с 1995
- Ксилокастрон с 2006

## Достопримечательности
В Баварии Фюрт стоит на одном из первых мест по «плотности исторических зданий и памятников».
- Ратуша (1840—1844) (арх. Ф. Бюрклайн)
- Церковь архангела Михаила (конец XIV века)
- Театр (1901—1902), созданный архитектурным бюро «Fellner & Helmer». Фельнер и Гельмер построили в 1872—1915 гг. 48 театров в Центральной и Восточной Европе, в том числе черновицкий театр, предназначавшийся для Черновцов, но сначала построенный для Фюрта[источник не указан 1914 дней].
- Замок Бургфаррнбах (Schloss Burgfarrnbach), 1830
- Еврейский музей Франконии (1999) и старое еврейское кладбище (основано в 1607 году)
- Мемориальный камень на месте разрушенной синагоги (1986)
- Городской парк

## Галерея

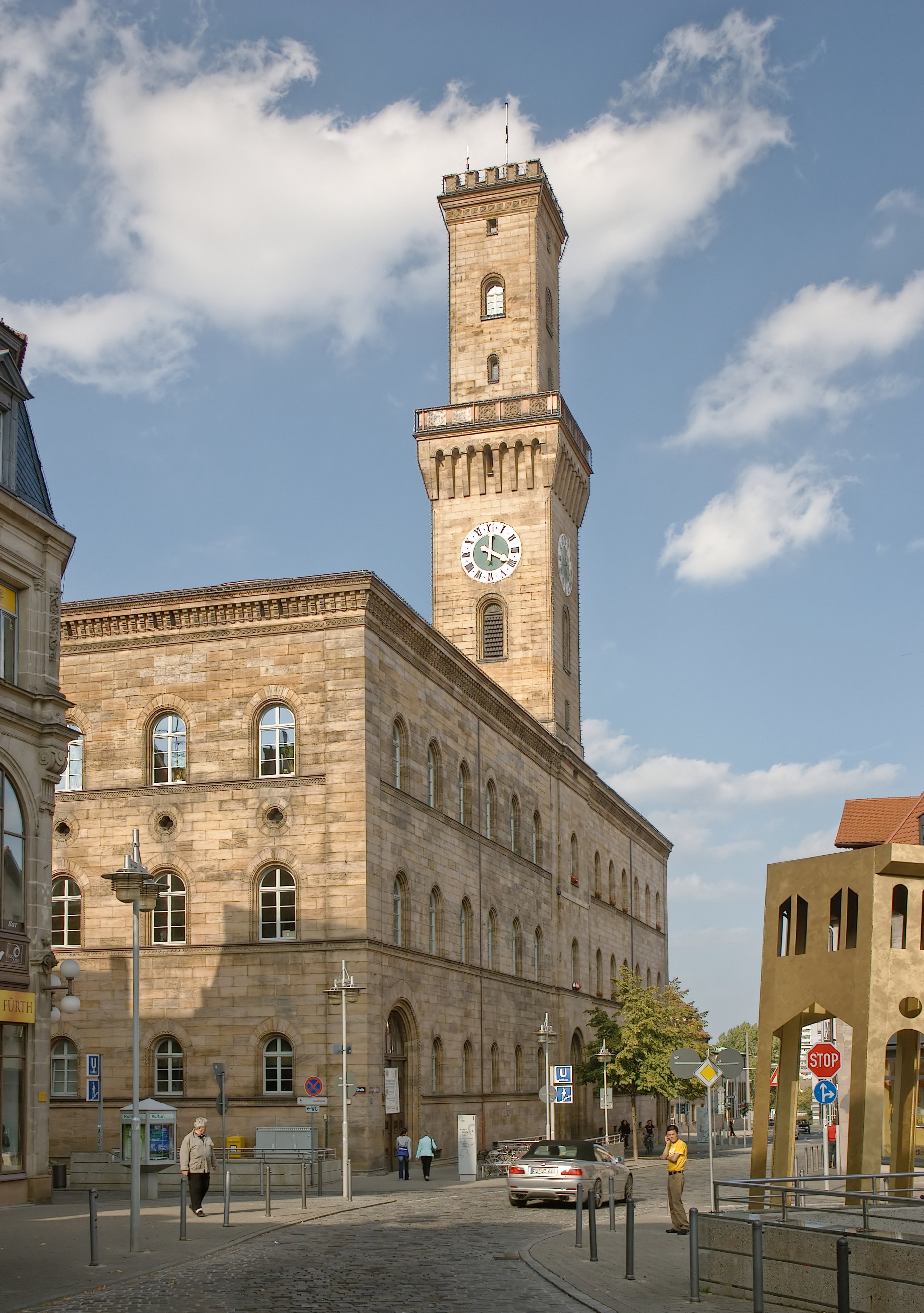
Ратуша, выполненная в стиле флорентийского Палаццо Веккьо
Театр г. Фюрта
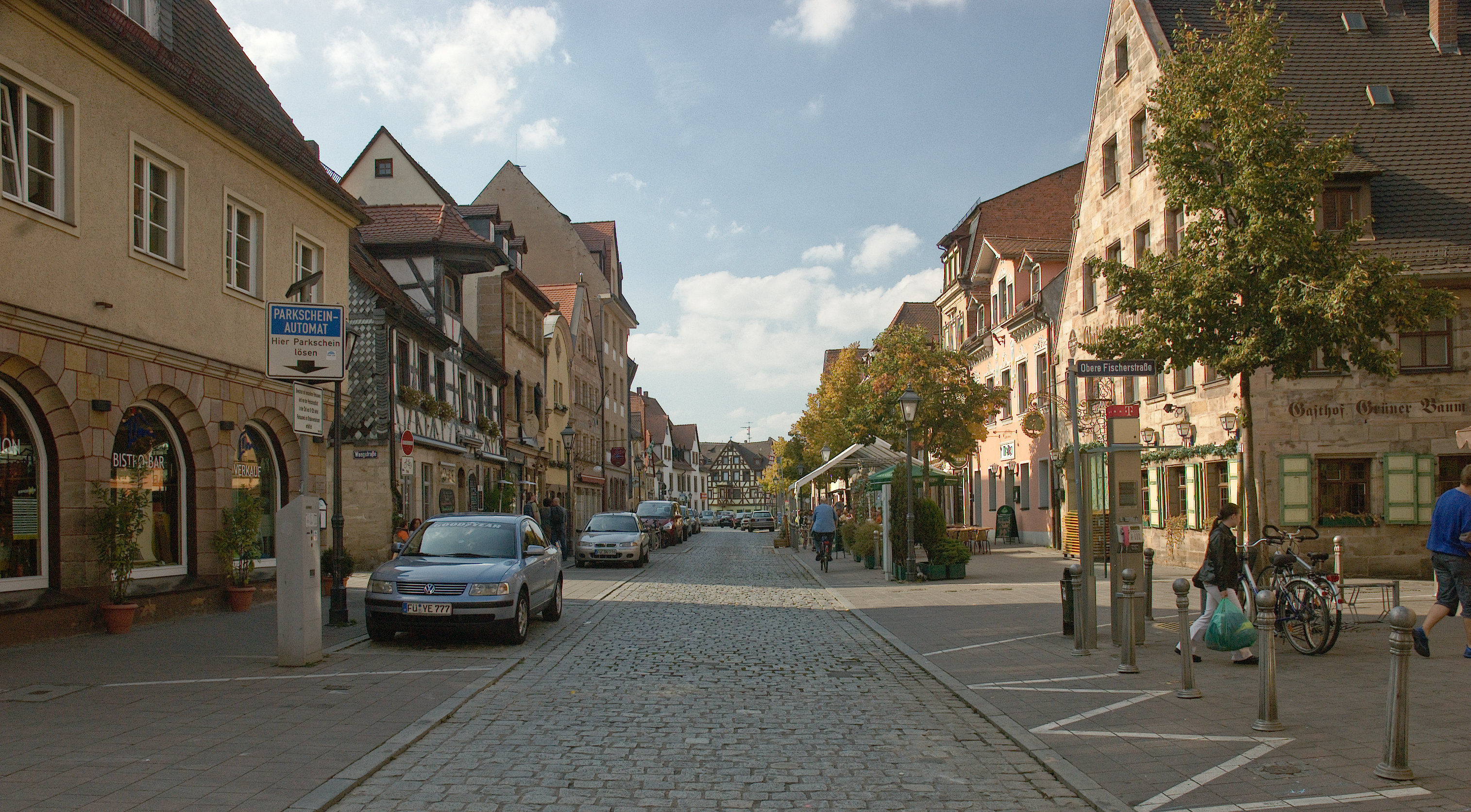
Густавштрассе — улица народных гуляний
Дома XVII-XVIII вв., уцелевшие при бомбардировках Второй мировой войны
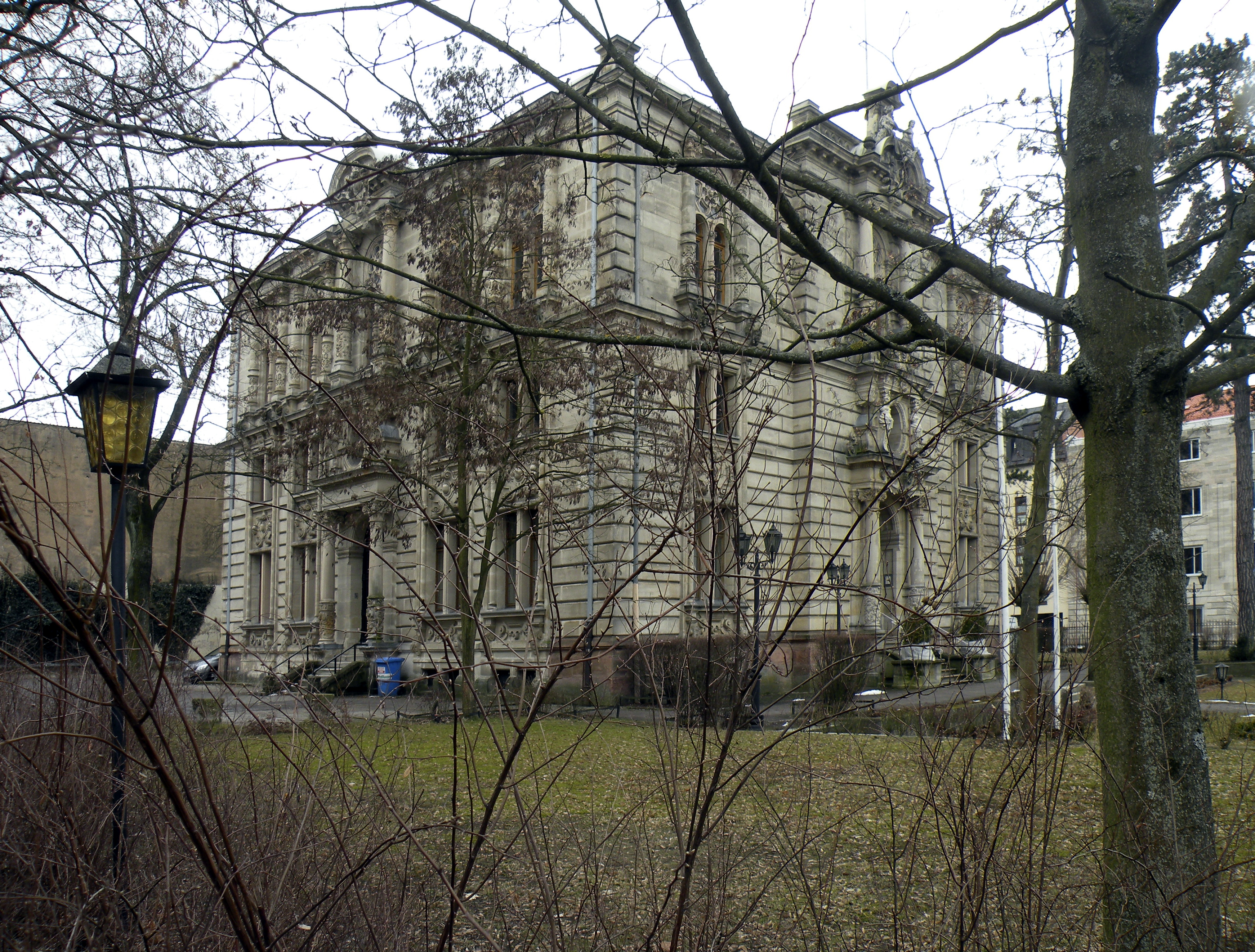
Дом лож
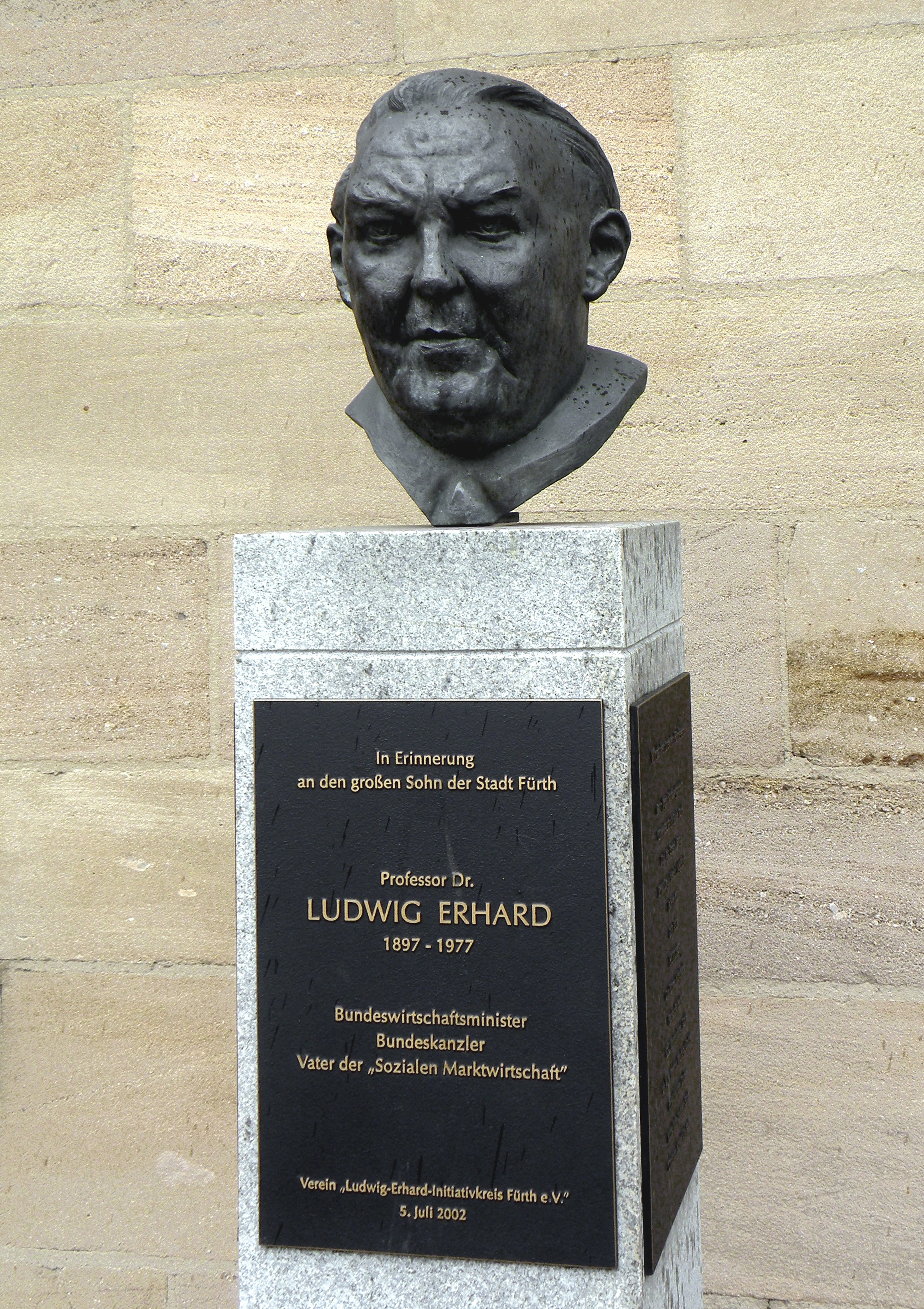
Людвиг Эрхард
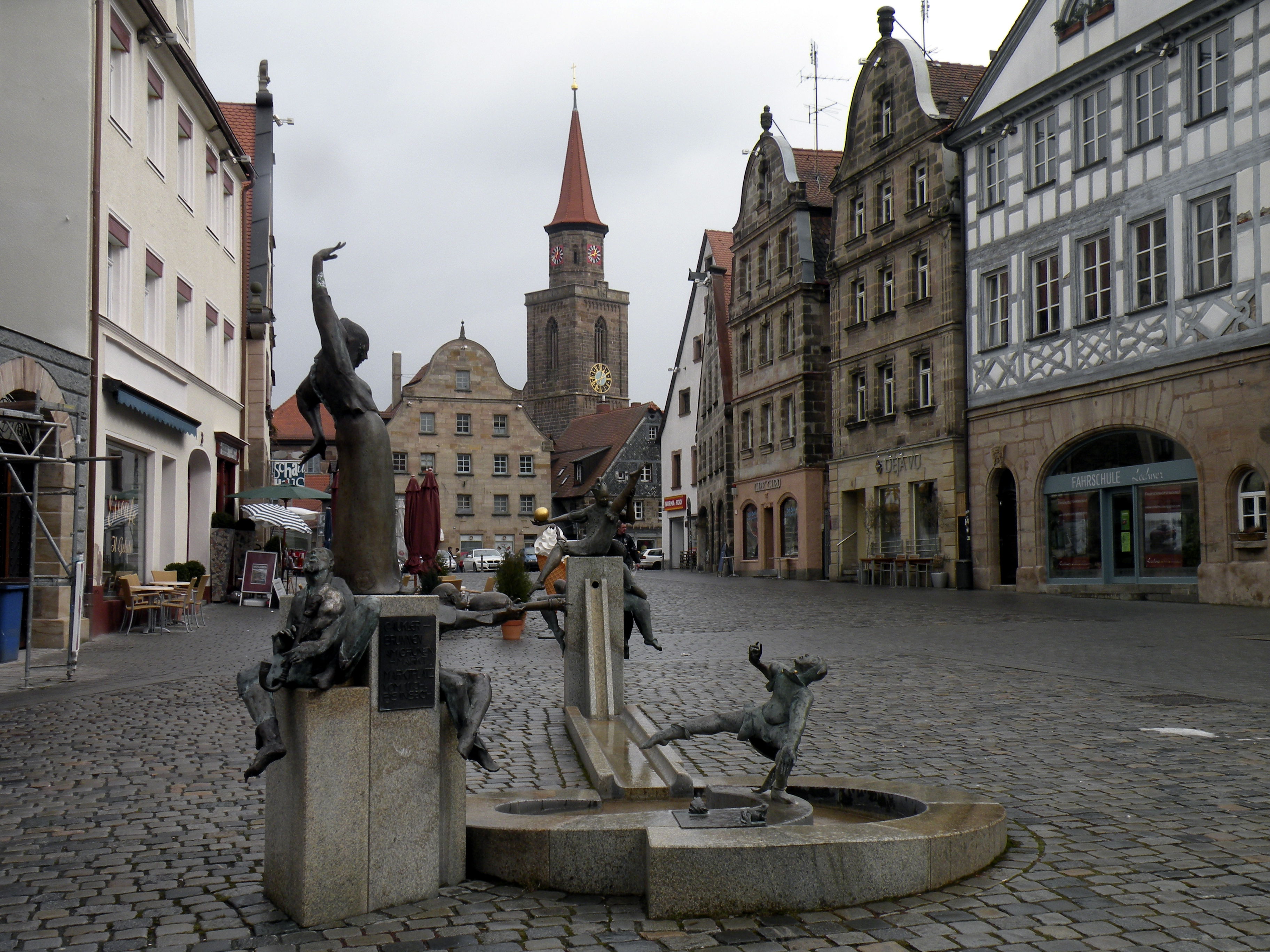
Марктплац